# تی-۸۴
تی-۸۴ (انگلیسی: T-84) یک تانک اصلی میدان نبرد اوکراینی است که نمونه توسعه یافته تانک تی-۸۰ شوروی سابق است.